# Missionarie secolari della Passione
Le missionarie secolari della Passione sono un istituto secolare femminile di diritto pontificio.

## Storia
L'istituto fu fondato il 18 dicembre 1968  a Mascalucia dal passionista Generoso Privitera insieme con Sarina Consoli e fu canonicamente eretto in pia unione da Domenico Picchinenna, arcivescovo di Catania, il 28 marzo 1975.
L'istituto comprende tre rami: uno di consacrate, che emettono voti pubblici; uno di inferme, che intendono vivere "come membra sofferenti del Cristo Crocifisso"; uno di collaboratori, che vivono la spiritualità dell'istituto secondo il loro stato.
L'approvazione pontificia giunse il 6 agosto 1999.

## Attività e diffusione
Le missionarie secolari della Passione collaborano alle opere di apostolato dei passionisti e sono attive nella pastorale diocesana e parrocchiale: curano soprattutto la formazione spirituale di gruppi famigliari, giovanili e di malati. Non è prevista la vita comune per i membri, che restano inseriti nel loro ambiente famigliare e sociale.
La sede principale è in via del Bosco a Mascalucia.
Nel 1978 l'istituto contava 50 consacrate e 47 aspiranti.